# Trondheim Jazz Orchestra
Тронхеймский джазовый оркестр (Trondheim Jazz Orchestra, TJO) (учрежден 1999 года в Тронхейме, Норвегия) — оркестровый проект, базирующийся в Тронхейме, и тесно связанный как с Midtnorsk Jazzsenter (MNJ — среднненорвежский джазовый центр) и Jazz Line в Тренделагской консерватории музыки (NTNU).

## История
В 1990-х годах оркестр был обычным оркестром консерватории (Konsen Big Band). В 2000 году название группы было изменено на TJO. Важной особенностью Тронхеймского джазового оркестра является гибкость и различная численность состава. Оркестр работает на проектной основе и выполняет в основном работы отдельных композиторов.
TJO сотрудничал с норвежскими композиторами, такими как Erlend Skomsvoll, Eirik Hegdal, Vigleik Storaas, Jon Balke, Knut Kristiansen, Geir Lysne, Терье Рипдал и Bendik Hofseth, а также с заграничными музыкантами: Chick Corea, Pat Metheny, New York Voices, Birger Sulsbruck and Joshua Redman.
В 2001 TJO гастролировал по Норвегии с Чиком Кориа, сотрудничество началось с концерта в Moldejazz 2000. Сотрудничество вылилось в запись на CD (Live in Molde), который была продана в количестве более 8000 копий в Норвегии. Сотрудничество с Чиком Кориа было возобновлено в 2006 году с концертом в Hilton ballroom в Нью-Йорке во время ежегодной конференции джаза (Annual Jazz Conference, IAJE) в январе этого года. Концерт имел огромный успех, и в результате оркестр был приглашен на токийский джазовый фестиваль 2006. Сотрудничество между TJO и Чиком Кориа было успешным в очередной раз, концерт собрал огромное количество зрителей, а также благодаря трансляции на национальном уровне. Джон Келман из All About Jazz пишет: «… далеко идущий оркестр явно способен обращаться со всем и вся, положенным перед ним».
В 2003 году оркестр отправился на гастроли по Норвегию с Пэтом Мэтини. Это издание TJO вошли музыканты, такие как Лайв Мария Рогген, Ола Квернберг и Стейнар Никелсен. На Moldejazz 2006 TJO сделали проект с музыкой Эйриком Hегдалом с Джошуа Редманом в качестве солиста, сопровождаемый туром в конце осени 2008 года. Во время Тронхеймского фестиваля камерной музыки TJO дал своё первое выступление по заказной работе для саксофониста Бендика Хофсета. В 2007 Тронхеймский джазовый оркестр был выбран для того, чтобы стать первым национальным «Большим джазовым ансамблем» для получения постоянных государственных субсидий. В 2012 Тронхеймский джазовый оркестр выступил в «Ultima Festiva» в Осло, Норвегия, исполняя новую работу Кима Мюра, таким образом, помимо гитариста также включал приглашенную певицу Енню Вал.

## Награды
- 2014: Spellemannprisen в категории Джаз, с Мариус Несет для альбома Lion.

## Дискография
- 2004: Live in Molde, from Moldejazz 2001 (MNJ Records)
- 2005: We Are? (Jazzaway), works by Eirik Hegdal, совместно с вокалисткой Siri Gjære
- 2006: Tribute (MNJ Records), live from 25 years anniversary for the Jazz Line at (NTNU) in 2004; commissions, composer Vigleik Storaas
- 2007: Live in Oslo, (MNJ Records), from the Cosmopolite jazz scene in Oslo, with Maria Kannegaard's music arranged by Eirik Hegdal
- 2008: Wood And Water (MNJ Records), 24 songs by Eirik Hegdal, with contributions by hired Siri Gjære, Nils-Olav Johansen, Ståle Storløkken, Ole Morten Vågan and Tor Haugerud
- 2008: Trondheim Jazz Orchestra & Kobert (Kobert Self-Released), studio Version of the commissioned work to Moldejazz 2008
- 2009: What If? A counterfactual fairytale (MNJ Records), совместно с Erlend Skomsvoll
- 2010: Stems and Cages (MNJ Records), Kim Myhr’s commissioned work to Moldejazz 2009, with contributions by among others Sidsel Endresen, Christian Wallumrød and Ingar Zach
- 2010: Triads and More (MNJ Records), совместно с Eirik Hegdal & Joshua Redman
- 2011: Morning Songs (MNJ Records), под управлением composer and bass player Per Zanussi
- 2011: Kinetic Music (MNJ Records), совместно с Magic Pocket
- 2011: Migrations (MNJ Records), совместно с Øyvind Brække
- 2012: The Death Defying Unicorn (Rune Grammofon), совместно с Motorpsycho and Supersilent keyboardist Ståle Storløkken[2]
- 2013: Sidewalk Comedy (MNJ Records), совместно с Eirik Hegdal
- 2014: Ekko (MNJ Records), совместно с Elin Rosseland
- 2014: Lion (ACT Music), под управлением Marius Neset
- 2015: Savages (MNJ Records) совместно с Kristoffer Lo[10]
- 2016: In The End His Voice Will Be The Sound Of Paper совместно с Енню Вал